# Championnat de Finlande de football 1930
Navigation
Saison suivante
La saison 1930 du Championnat de Finlande de football était la toute première édition du championnat de première division en Finlande. Les huit meilleurs clubs du pays sont regroupés au sein d'un poule unique où chaque formation rencontre tous ses adversaires une seule fois. Les deux derniers du classement en fin de saison sont relégués et remplacés par les deux meilleurs clubs de deuxième division.
C'est le HIFK qui remporte la compétition en terminant en tête de la poule. C'est le tout premier titre de champion de Finlande de l'histoire du club.

## Les 8 clubs participants
- HIFK
- TPS Turku
- VPS Vaasa
- Åbo IFK
- Stjärnan Helsinki
- HPS Helsinki
- KIF Helsinki
- ViPS Viipuri

## Compétition

### Classement
Le barème de points servant à établir le classement se décompose ainsi :
- Victoire : 2 points
- Match nul : 1 point
- Défaite : 0 point

| Rang | Équipe            | Pts | J | G | N | P | Bp | Bc | Diff |
| ---- | ----------------- | --- | - | - | - | - | -- | -- | ---- |
| 1    | HIFK              | 12  | 7 | 5 | 2 | 0 | 22 | 7  | +15  |
| 2    | TPS Turku         | 12  | 7 | 5 | 2 | 0 | 25 | 12 | +13  |
| 3    | HPS Helsinki T    | 9   | 7 | 4 | 1 | 2 | 26 | 17 | +9   |
| 4    | ViPS Viipuri      | 7   | 7 | 3 | 1 | 3 | 20 | 16 | +4   |
| 5    | VPS Vaasa         | 7   | 7 | 2 | 3 | 2 | 23 | 27 | -4   |
| 6    | KIF Helsinki      | 6   | 7 | 2 | 2 | 3 | 17 | 18 | -1   |
| 7    | Stjärnan Helsinki | 2   | 7 | 0 | 2 | 5 | 9  | 35 | -26  |
| 8    | Åbo IFK           | 1   | 7 | 0 | 1 | 6 | 9  | 19 | -10  |

|  | Qualification pour le barrage pour le titre |
|  | Relégation en deuxième division             |

### Matchs

#### Match pour le titre
|  | HIFK | 4 - 1 | TPS Turku |  |  |
|  |      |       |           |  |  |

## Bilan de la saison
| Championnat de Finlande de football 1930 |                   |
| Champion                                 | HIFK (1er titre)  |
| Promotions et relégations                |                   |
| Promus en Mestaruussarja                 | HJK Helsinki      |
| Promus en Mestaruussarja                 | Sudet Viipuri     |
| Relégués en Ykkönen                      | Stjärnan Helsinki |
| Relégués en Ykkönen                      | Åbo IFK           |